# كوملا

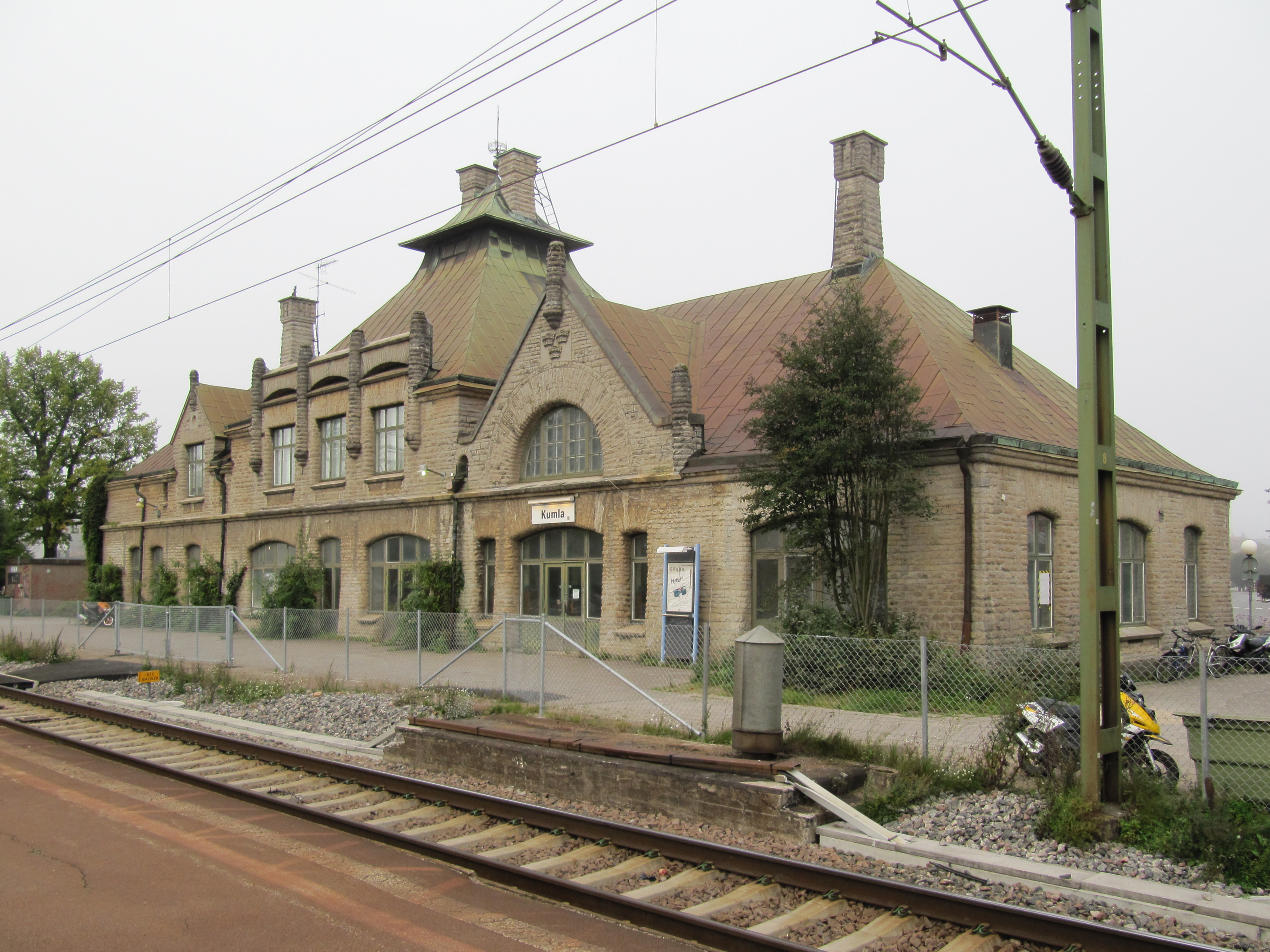
محطة مدينة كوملا

خريطة لمحافظة أوريبرو

كوملا (بالسويدية Kumla) هي مدينة تقع في محافظة أوربرو في إقليم نيركة غرب السويد. يبلغ عدد سكان مدينة كوملا حوالي 14062 نسمة حسب إحصائيات سنة 2010.

## نبذة تاريخية عن المدينة
مدينة قديمة ولكنها شهدت تطورا ونموا في اواخر القرن التاسع عشر حتى اكتملت تسميتها كمدينة. المدينة اشتهرت في القدم بكونها مدينة يرتادها صانعو الاحذية. وفي عام 1927 كانت نسبة نصف الاحذية التي تنتج في السويد تنتج في مقاطعة نيركة وبالذات في مدينة كوملا و أوربرو. أما اليوم فيتواجد ما تبقى من مصانع صنع الاحذية في هذه المدينة غير أن المدينة لم تكن كسابق عهدها. من مشاهير هذه المدينة المتسابق السيارات والبطل العالمي ماركوس اريكسون

## معرض صور

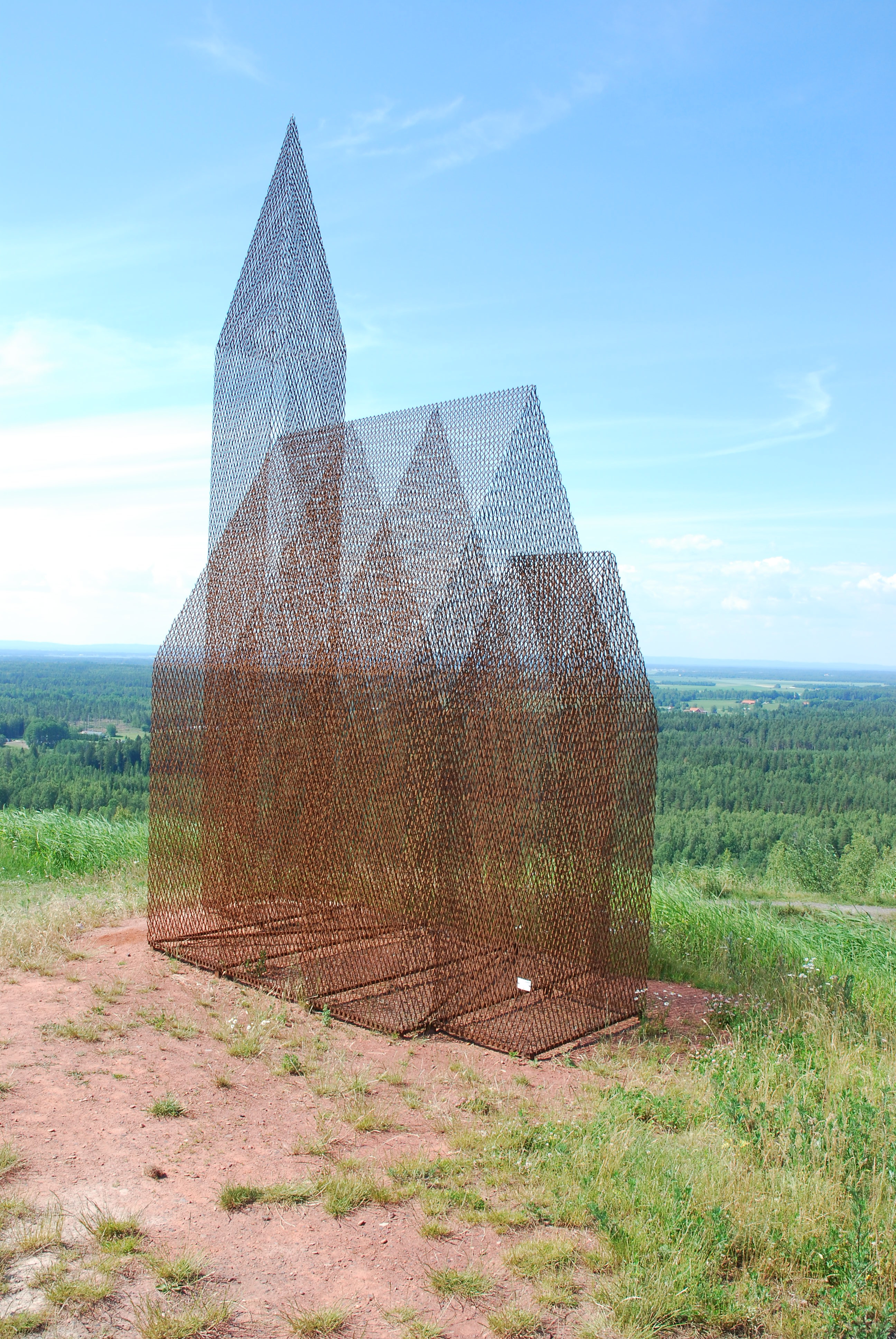
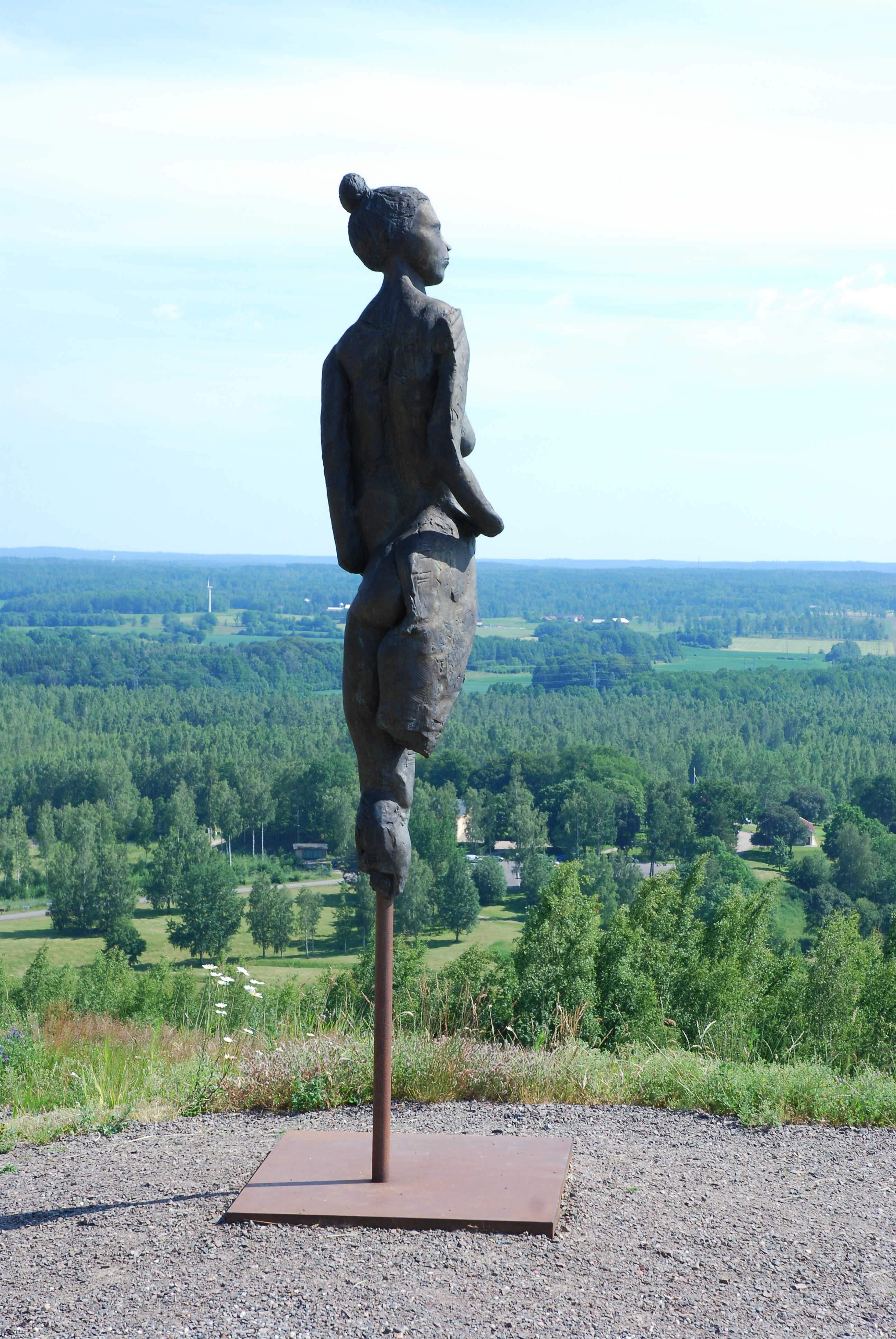
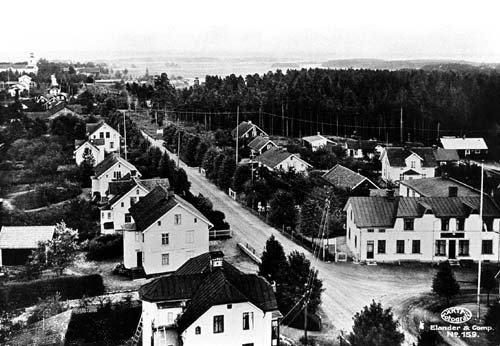

## أعلام
- بيير بنغتسون
- ماركوس إريكسون
- ماتياس يونسون
- بيتر ستورمار